# 小古斯塔夫·阿道夫·博尔滕斯特恩
小古斯塔夫·阿道夫·博尔滕斯特恩（瑞典語：Gustaf Adolf Boltenstern j:r，1904年5月15日—1995年3月31日），男，瑞典马术运动员。他曾代表瑞典参加1932年、1948年、1952年和1956年夏季奥林匹克运动会马术比赛，获得二枚金牌、一枚银牌和一枚铜牌。